# 薛儆
薛儆（689年—720年），别名缜，河东郡汾阴县人，出自河东薛氏西祖第三房，唐朝官员、驸马。
薛儆曾祖父薛德元，封庐奴候，官至相州刺史。祖薛怀安，赠庆州刺史。父亲薛瑊，赠绛州刺史。
薛儆补安国相王府典签，转任法曹。出任为汾州司兵，娶安国相王的女儿荆山县主，擢升为朝散大夫，秘书郎，转太常丞。安国相王即位为唐睿宗，荆山县主封鄎国公主，薛儆拜驸马都尉，殿中少监，加银青光禄大夫，太仆少卿，上柱国，封汾阴公，邑二千五百户。转岐州刺史，转任太常少卿，为母亲丁忧，起复历任泽州刺史、邓州刺史、虢州别驾、邓州别驾、郓州刺史、绛州别驾、汾州别驾，开元八年（720年）十二月初七日，年三十二岁，于安业里薨，赠兖州都督。次年七月十六日辛酉，归葬于万泉县孤山塋。

## 家庭

### 子女
- 薛鏽
- 薛镛
- 薛镠
- 薛镕
- 薛柔顺，嫁嗣薛王李琄